# 季子然
季子然，姬姓，中国春秋时期鲁国三桓之一季氏的族人。 
季子然问孔子：“仲由、冉求可称得上大臣？”孔子回答：“我以为你会问别的事，原来问仲由、冉求两人啊！所谓大臣，应能以道事君，不能行道，便辞职不事其君。现在仲由、冉求，只是备位充数的具臣。”季然说：“那他们是都什么听上位的？”孔子说：“是要弑父弑君，他们也是不会听从的。”